# دانیال کامی
دانیال کامی (انگلیسی: Daniel Kamy؛ زادهٔ ۸ مارس ۱۹۹۶) بازیکن فوتبال اهل کامرون است.